# 仕事大学校
仕事大学校（しごとだいがっこう）とは、働く意欲のある若者に実践的な教育、研修を行い、実際に就業しながら夢を実現させる事を目的として2005年（平成17年）11月にパソナグループが設立した教育訓練施設である。学校教育法で定められた大学ではないため、学位の取得は出来ない。

## 基本データ
- 校長：鷲尾悦也（日本労働組合総連合会第3代会長）※ 2008年11月現在
- 対象者：20歳以上30歳代前半程度までの者（学歴、職歴不問）
- 選考方法：一般常識、適性テスト、作文、面談
- 授業料：94,500円（税込み、教材費含む、研修派遣の開始以降に9回分割払い）

## カリキュラム
入校後の2か月程度は基礎研修でキャリアデザインを行うと共にコミュニケーション能力、一般常識、PCスキルなどを習得する。基礎研修を修了すると、原則12か月間の研修派遣に移る。研修派遣を修了すると卒業となる。研修派遣では派遣スタッフとして業務を行い、各派遣会社より給与が支給される。

## 特別プログラム
上記のプログラムとは別に、以下の2種類の特別プログラムが用意されている。

### 海外就労支援コース
職務経験の浅い若者やフリーターに海外での仕事の経験と語学力、技術を身につけさせ、将来のキャリア形成のサポートを目的とする。2ヶ月程度の基礎研修では、異文化交流や海外就労に関する知識なども学ぶ。派遣研修では、12ヶ月以上の中国での就労となり、主に日本向けコールセンターなどの業務を通じて、仕事の技術を身につける。帰国後に卒業となる。
選考会を経て入校となり、研修参加費として126,000円（渡航費用、現地での宿泊費は各自負担）が必要である。

### 技術者支援コース
フリーター経験者などの若者を対象に、技術者の育成を目的とする。2ヶ月の基礎研修の後、2ヶ月の専門研修（デジタル回路エンジニア育成プログラム、キャリアカウンセリング、給与が支給される）を経て、パソナエンジニアリングの社員（正社員または契約社員）として就労を開始する。
選考会を経て基礎研修を受講し（研修参加費94,500円）、基礎研修修了後には入社選考試験が行われる。